# Metriš
Metriš (en serbe cyrillique : Метриш) est un village de Serbie situé sur le territoire de la ville de Zaječar, district de Zaječar. Au recensement de 2011, il comptait 275 habitants.

## Démographie
| 1948  | 1953  | 1961  | 1971 | 1981 | 1991 | 2002 | 2011 |
| ----- | ----- | ----- | ---- | ---- | ---- | ---- | ---- |
| 1 047 | 1 040 | 1 059 | 832  | 657  | 514  | 392  | 275  |

|  |